# Cristina Medina Conde
Cristina Medina (Sevilla, Espanya, 26 d'abril de 1971) és una actriu espanyola, un dels papers que l'han fet més popular és el de Nines Chacón en la sèrie La que se avecina.

## Filmografia

### Cinema
- Caminar entre clowns (2004,curtmetratge)

### Televisió
- La que se avecina (2008-2014)
- Ni contigo ni sin ti (2011)
- Museo Coconut (2011)
- Esposados (2013)

## Premis
- Premi a la millor actriu andalusa amb "Miles Gloriosus". (1996)
- Premi del públic al millor espectacle en el IX Festival Internacional de Humor de Madrid con "Tápate" (Pez en Raya) (2003)
- Premi al millor espectacle de la temporada en Bath i Winchester (Anglaterra) con "Pésame Mucho" (Pez en Raya). (2003)
- Premi al millor espectacle en la XXI Fira del teatre de Tàrrega "Sólala" (Pez en Raya)(2004)
- Premi al millor espectacle en el XI Festival Internacional de Humor de Madrid (Pez en Raya)(2005)